# The Man with Two Brains
The Man with Two Brains is een Amerikaanse komische film met sciencefiction-elementen uit 1983 van Carl Reiner met in de hoofdrollen onder meer Steve Martin en Kathleen Turner.

## Verhaal
Op een dag rijdt de briljante hersenchirurg dr. Michael Hfuhruhurr (Steve Martin) per ongeluk Dolores Benedict (Kathleen Turner) aan, een "golddigger" die net opzettelijk haar huidige echtgenoot een hartaanval heeft bezorgd. Hfuhruhurr redt haar leven, wordt verliefd en trouwt met haar, waarna hem haar ware aard al snel duidelijk wordt.
Tijdens een medisch congres in Wenen komt hij in contact met de gestoorde dr. Alfred Necessiter (David Warner), die een methode heeft ontwikkeld om hersenen in leven te houden in glazen potten. Hfuhruhurr blijkt telepathisch te kunnen communiceren met de hersenen van ene Anne Uumellmahaye (stem Sissy Spacek) en wordt verliefd op haar. Hij onderzoekt de mogelijkheid om Annes hersenen te transplanteren in een vrouwenlichaam.

## Rolverdeling
| Acteur          | Personage              | Opmerkingen |
| --------------- | ---------------------- | ----------- |
| Steve Martin    | dr. Michael Hfuhruhurr |             |
| Kathleen Turner | Dolores Benedict       |             |
| David Warner    | dr. Alfred Necessiter  |             |
| Sissy Spacek    | Anne Uumellmahaye      | alleen stem |